# هاواي (جزيرة)
جزيرة هاواي (وتُسمَّى أحياناً كثيرة بيغ آيلاند، "Big Island" أي «الجزيرة الكبيرة» تمييزاً لها عن ولاية هاواي) هي جزيرة ومقاطعة إدارية تقع في أرخبيل جزر هاواي وتتبع ولاية هاواي الأمريكية. تقع الجزيرة جنوب الأرخبيل البركاني في منطقة شمال المحيط الهادئ، وهي أكبر جزره على الإطلاق، فمساحتها أكبر من مساحات جميع الجزر الأخرى مجتمعة، كما أنَّها تعد أكبر جزر الولايات المتحدة الأمريكية، إذ تبلغ مساحتها 10,430 كم².
بلغ عدد سكان جزيرة هاواي 185,079 نسمة حسب إحصاء سكان الولايات المتحدة عام 2010. يقع مقر المقاطعة وأكبر مدن الجزيرة في هيلو، وأما حكومتها فهي مجلس إداريٌّ يترأس مقاطعة هاواي.
تعد مقاطعة هاواي واحدةً من سبع مقاطعات في الولايات المتحدة الأمريكية تسمَّى بنفس أسماء ولاياتها الأم، وأما المقاطعات الستُّ الأخرى فهي أركنسو وأيداهو وآيوا وأوكلاهوما ونيويورك ويوتا.

## التاريخ
يُقَال أن هاواي سُمِّيت باسمها نسبةً إلى «هاوايولا»، وهو بحار بولينيزي أسطوريٌّ يقال أنها كان أول من اكتشفها. وتشير بعض النظريات الأخرى إلى أن التسمية جاءت نسبةً إلى عالم «هاوايكي»، وهي أرض أسطورية تقع في المحيط الهادئ، يقال أن البولينيزيّين نشؤوا فيها أول أمرهم، وأنهم يعودون إليها في حياتهم الثانية، وأنها موطن آلهتهم. من جهةٍ أخرى، زعم القبطان الأوروبي جيمس كوك عقب وصوله للأرخبيل أنه مكتشفه، ولذلك أطلق عليه اسم «جزر ساندويتش»، إلا أنَّه قُتل فيما بعد على جزيرة هاواي نفسها على شواطئ «خليج كيلاكيكوا».
كانت جزيرة هاواي موطن القائد كاميهاميها الأول، الذي وحَّد معظم جزر الأرخبيل تحت لوائه في عام 1795 في أعقاب حروبٍ كثيرة. وبعد أن وحَّد الأرخبيل، قرَّر أن يطلق مملكته وعلى الجزر نفس اسم جزيرته الأم هاواي.